# Соціальний процес
Соціа́льний проце́с (англ. social process) — серія явищ чи взаємодій, які відбуваються в організації, структурі груп і змінюють стосунки між людьми чи між складовими елементами спільноти. Соціальні процеси перебувають у всіх суспільствах і виступають як упорядкована форма соціальної взаємодії. Найважливішими рисами соціальних процесів є їхня загальність і зв'язок із суб'єктом, який здійснює процес. Ніщо не може відбуватись у суспільстві поза соціальним процесом. Функціонування і розвиток суспільства відбуваються в різних формах соціальних процесів, які характеризують суб'єктно-об'єктні зв'язки і відносини у всіх сферах діяльності людей.

## Визначення
Соціальний процес — послідовна зміна станів у соціальних системах і підсистемах, соціальних інститутах та організаціях, соціальні зміни в динаміці. У широкому розумінні соціальний процес є сукупністю односпрямованих соціальних дій, які можна відокремити з сукупності інших. Соціальний процес являє собою довгу серію взаємодій між людиною і суспільним середовищем. Він передбачає насамперед відносно однорідну серію явищ, що у своєму динамічному взаємовпливові дозволяють отримати нове знання. Серія соціальних явищ може бути зрозуміла як процес, якщо:
- зберігає ідентичність у часі, яка дозволяє вирізнити її з інших серій
- явища, що передують, зумовлюють бодай частково явища, які йдуть за ними
- стан речей, що утворюють соціальний процесс, обов'язково не є однорідним.

Соціальний процес може розглядатись як система структурних та функціональних змін у соціальній системі чи як повторювана, упорядкована за певними параметрами соціальна взаємодія. У соціології соціальний процес — це взаємодія людей, що визначає функціонування і зміни в людських стосунках, у становищі соціальних груп, окремих індивідів, тобто в соціальній структурі. Це може бути серія соціальних явищ, зв'язаних між собою структурними чи причинними (функціональними) залежностями, які спричинюються до переходу певної соціальної системи, підсистеми, будь-якого соціального об'єкта з одного стану в інший.
Сорокін Питирим Олександрович визначав, що «Соціальний процес — це будь-який вид руху, модифікації, трансформації, чергування або еволюції, коротко кажучи — будь-яка зміна даного досліджуваного об'єкта протягом певного часу, будь то зміна його місця в просторі, або модифікація його кількісних або якісних характеристик».
Г. Козирєв, наслідуючи П. Берґера, пише, що під процесом розуміється будь-який вид руху, зміни станів будь-якого об'єкта чи явища. Це потік подій, модифікацій, трансформацій, соціокультурних змін. Це також послідовність соціальних подій. Без процесу, що призводить до тих чи інших змін, соціальна система існувати не може. Процеси відбуваються на різних рівнях соціальної системи. Об'єктом спостереження може бути окремий індивід, соціальна група, організація, суспільство, все людське співтовариство. Поряд з реально перебігаючими процесами і змінами, в людській свідомості відбуваються процеси осмислення, оцінки, переоцінки та інтерпретації подій. При цьому точок зору на одне і те ж подія може бути нескінченна безліч, від частково збіжних до прямо протилежних.
Автори «The Free Dictionary» у дефініції вказують, що соціальний процес — це процес включення в суспільне утворення, організацію чи групу людей. Тут же наводиться перелік основних соціальних процесів, зокрема асиміляція, абсорбація, цивілізація (у вимірі невпинного перетворення), децентралізація (із окремими випадками — десталінізація, роззброєння, демілітарізація тощо), маргіналізація, урбанізація, професіоналізація, процеси миру та т. п. Окремою групою виділяють «humain proccesses», тобто ті, що стосуються людей та їхньої включеності у перебіг подій з плином лінійного часу.
Американський дослідник Арнольд Ґрін вважає, що термін «соціальний процес» включає в себе взаємодію людини і моделей поведінки. Соціальна взаємодія за Ґріном — це взаємний вплив окремих осіб і груп, в своїх спробах вирішити проблеми і в їхньому прагненні до мети. Соціальна взаємодія розкриває конкретні результати реалізації ролей, статусів і моральних норм. Соціальні процеси на думку вченого — лише характерні способи, в яких відбувається взаємодія.

## Характерні риси
Соціальний процес здійснюється під впливом внутрішніх і зовнішніх чинників, має стійкий порядок взаємодії своїх компонентів, тривалість у часі і спрямованість до певного стану об'єкта. Сам соціальний процес — це розгортання потенціалу особистості, утвердження в системі суспільних відносин ролі й статусу соціальних груп, класів, етнічних та інших соціальних спільнот, способу життя людей. Кожен соціальний процес охоплює кілька стадій, які відрізняються за змістом, механізмами, способами зв´язку його елементів. Характеризуючи соціальні процеси, необхідно враховувати такі ознаки, як стадійність, фазність, етапність, різноступеневість їхньої організації, перебігу і розвитку.
Кожен з етапів зміни соціальних об'єктів охоплює фази, що відображають специфіку процесів. Водночас кожному етапу властиві певні особливості, які визначають специфіку стадійності процесу. Процеси зазвичай проходять неоднорідно, протікають різними стадіями, кожен з них є конкретним і предметним, але ці предметність і конкретність стосуються тільки досліджуваного об'єкта чи аспекту його.
Соціальні процеси можуть мати безпосередньо особистісний аспект, однак їхня сутність детермінується процесами іншого рівня соціальної організованості. Сам по собі соціальний процес не може бути гарантом розвитку потенціалу особистості чи іншої соціальної структури. Для розкриття його необхідно знати механізми формування і впливу різних соціальних процесів, щоб забезпечити їхню керованість. Соціальний процес безпосередньо пов'язаний із діючим суб'єктом; його особисті характеристики та особливості, міра залучення до соціального життя в цілому та до спектра соціальних процесів, наявність чи відсутність у нього необхідного політичного досвіду, культури, професіоналізму суттєво впливають на характер здійснення соціального процесу, соціальну організацію та сам порядок протікання процесів та соціальне життя в цілому. Саме тому соціальним процесам властива обов'язкова суб'єктність — у відриві від людей їхнє існування неможливе. Всі перетворення в суспільстві, в його елементах, зміни потенціалу особистості є причиною і наслідком соціальних процесів в ході історичної практики людей. Деякі дослідники вважають соціологію наукою, що розглядає соціальні явища як процес.

## Класифікація соціальних процесів
Існує багато ідей щодо упорядкування соціальних процесів, розподілу їх на певні групи чи категорії, з метою глибше соціологічно пояснити механізми їхнього протікання.
Одним із критеріїв класифікації соціальних процесів є ступінь їхньої загальності. Згідно з ним, розрізняють: соцієтальні (глобальні), загальні, особливі й окремі соціальні процеси.
До соцієтальних відносять процеси всесвітньо-історичного розвитку цивілізації, глобальні процеси економічних, демографічних, екологічних та інших змін. Загальними вважають процеси, пов'язані з функціонуванням таких соціальних інститутів, як системи управління, охорони здоров'я, освіти, виховання тощо. До особливих належать процеси урбанізації, адаптації, стабілізації.
За напрямом руху розрізняють спрямовані та неспрямовані соціальні процеси.
- Спрямовані передбачають певну мету або тенденцію у своєму русі. Вони певною мірою є передбачуваними або явними.
- Непередбачувані неспрямовані процеси носять випадковий характер.

За можливістю обернення виділяють такі типи процесів:
- Зворотні процеси — це процеси, які приводять систему до певного роду змін (навіть радикальним), але потім відбувається повернення до попереднього стану.
- Незворотні процеси — відображають той факт, що зміни, які відбулися, не можна повернути назад.

За результатами виділяють два типи соціальних змін — морфогенетичні і трансмутаційні.
- Морфогенетичні — це творчі процеси, що ведуть до фундаментальних нововведень, тобто виникнення нових станів суспільства, соціальних структур та умов існування соціуму.
- Трансмутаційні зміни діляться на репродуктивні і трансформаційні. Репродуктивні зміни — адаптивні, що врівноважують, що підтримують, що носять характер кількісних змін. Трансформаційні — деякі репродуктивні процеси, що призводять до якісних змін стану суспільства.

Соціальні процеси можуть відбуватися об'єктивно та суб'єктивно, бути вираженими у конкретній чи абстрактній формі, детермінованими внутрішніми чи зовнішніми чинниками, пов'язаними із структурними чи функціональними змінами, кількісними чи якісними показниками вимірювання.
У багатьох соціальних процесах, які ще називають цілеспрямованими, свідомість відіграє надзвичайно велику роль. До таких, наприклад, належать самовиховання, самоосвіта або професійне навчання. Проте деякі процеси здійснюються немов поза свідомістю, і ми замислюємося над ними постфактум, тобто, маючи справу з їхніми небажаними наслідками.

### За змістом соціального процесу
У стосунку до змісту можна виділити такі категорії соціальних процесів:
- Процеси виснаження, до яких відносяться скорочення робочої сили та праці через вихід на пенсію, зміну місця роботи, еміграцію.
- Освіта та навчання — процеси розробки та розвитку нового знання, створення нових категорій чи узагальнень в окремих напрямах розвитку.
- Мотиваційний розвиток чи збитки — зменшення чи збільшення бажання виконувати діяльність.
- Набір, залучення та імміграція — розширення робочої сили за рахунок активного залучення нових членів, чи з інших причин.
- Соціальні конфлікти — руйнування чи перетворення існуючого соціального порядку внаслідок війни, тероризму у міжнародному чи локальному масштабах.

### За критерієм виконуваної ролі у соціальній системі
За роллю, яку вони виконують у соціальній системі, соціальні процеси визначаються як:
- зародження, формування соціальної системи (процеси організації та самоорганізації);
- стабілізації соціальної системи (процес згуртування);
- функціонування соціальної системи (комунікативні або регулятивні);
- адаптації соціальної системи до зовнішніх умов, що змінюються (процеси інформатизації і комп'ютеризації);
- еволюції соціальної системи процеси модернізації або революції);
- розпаду соціальної системи (наприклад, процес «антиселекції»);
- перехідні процеси (формування плюралістичної системи власності, децентралізація управління суспільними процесами тощо).

### Відносно системи, в якій відбуваються
Щодо системи, в якій відбуваються процеси, їх розподілено на:
- внутрішньоособистісні (процес самоосвіти, самовиховання);
- процеси, які відбуваються у стосунках між двома індивідами;
- процеси, які відбуваються у стосунках між індивідом і групою;
- процеси, які змінюють організацію і внутрішню структуру спільноти;
- процеси, які змінюють відносини між двома групами (спільнотами);
- процеси, які змінюють структуру й організацію глобального суспільства;
- процеси, що відбуваються всередині людства або глобального суспільства (процеси демілітаризації або міждержавної інтеграції).

Рівні соціальних процесів відповідають рівням соціальних змін, яких налічується чотири: глобальний рівень, рівень великих соціальних груп, рівень інститутів і організацій, рівень міжособистісних відносин.

### Класифікація за особливостями спрямування
За специфічними особливостями спрямування можна аналізувати:
- Висхідні процеси, які припускають розвиток системи. Якщо цей розвиток істотний, то його ототожнюють з прогресом.
- Еволюційні теорії характеризують розвиток соціуму протягом останніх десяти тисяч років як висхідний прогресивний процес.
- Спадні процеси призводять систему до негативних дисфункціональних змін — регресу.
- Лінійні процеси — це поступові, безперервні висхідні або спадні зміни в системі.
- Ступінчасті процеси припускають поступове нарощування кількісного потенціалу змін, який у певний момент призводить до якісного стрибка або прориву.
- Циклічні процеси — періодичне повторення певних фаз розвитку системи. Такі процеси можна розглядати як кругові або замкнуті.
- Спіралеподібні процеси є висхідним або спадним циклічним рухом: зміни, виконавши коло, повертають систему в початковий стан, але вже на якісно іншому рівні.

### Класифікація Роберта Мертона
Американський соціолог Роберт Мертон пропонує розрізняти три види соціальних процесів в залежності від усвідомлення населенням їхніх кінцевих результатів — явні, приховані і «процеси-бумеранги».
- Явні — зміни, сенс яких і їхні наслідки усвідомлюються населенням.
- Приховані — зміни, зміст яких не усвідомлюється.
- «Процеси-бумеранги»- соціальні процеси, сенс яких населенням усвідомлюється, проте їхні наслідки для більшості населення не зрозумілі.

### За часом розгортання та протікання
У залежності від часу розгортання і протікання соціальних процесів, розрізняють короткочасні, довготривалі і постійні процеси.
- Короткочасні процеси — соціальні зміни, час протікання яких менше часу існування соціального об'єкта.
- Довготривалі процеси — соціальні зміни, що відбуваються протягом усього часу існування об'єкта.
- Постійні процеси — глобальні соціальні процеси, перебіг яких не пов'язаний з існуванням якого-небудь одного соціального об'єкта.

## Аналітичні моделі соціальних процесів
Соціальний процес здійснюється в трьох можливих формах:
1. об'єктній — у формі послідовної зміни стану соціального об'єкта;
2. суб'єктній, або діяльнісній — у формі послідовних дій суб'єкта;
3. технологічній — у формі дотримання, здійснення певної технології (технологій).

Розглядаючи соціальний процес не як хаотичний перебіг подій, а упорядковано згідно з однією з аналітичних моделей можна добитись, по-перше, адекватного розуміння самого процесу у його багатоаспектності, а, по-друге, — сформувати стратегію пояснення, передбачення, розгляду компонентів та взаємодій.
Структурна модель соціального процесу виходить з необхідності визначити його зміст і форму, учасників, напрям і масштаб. Масштаб соціального процесу — це соціальний простір, на який він поширюється; залежно від параметрів можна вирізнити локальні і глобальні процеси. Локальні (обмежені певним місцем) охоплюють частину соціального простору, глобальні розпоширюються на весь соціальний простір. Одні й ті ж процеси (співпраця, конфлікт) можуть бути як локальними, так і глобальними. Прагнення обмежити соціальний процес певним місцем і не допускати його поширення зветься локалізацією. Прагнення до розширення соціального процесу визначається відповідно як глобалізація. Точна оцінка масштабу соціального процесу з урахуванням всіх його аспектів є передумовою адекватного розуміння організації суспільства і можливості ефективного впливу на неї. Наразі дослідники виділяють чотири аналітичні моделі соціальних процесів:
1. Динамічна модель
2. Факторна модель
3. Типологічна модель
4. Технологічна модель.

В реальності в соціумі всі перелічені та інші форми соціальних процесів можуть чергуватися, змінюючи один одного, або протікати паралельно, можуть накладатися один на одного або суперечити один одному, можуть охоплювати основні елементи системи або виявлятися в численних її фрагментах. При цьому, як правило, одні процеси виступають як передумови соціальних змін, інші залишаються нейтральними до цих змін, треті сприяють відтворенню (збереженню), а не трансформації системи.

### Динамічна модель соціального процесу
Динамічна модель соціального процесу оперує такими категоріями, як фази (стадії), тривалість, інтенсивність, темп, ритм, стан, оборотність. Соціальний процес за допомогою таких динамічних змінних аналізується у часовому вимірі, увага звертається на фактор часу.

### Факторна модель соціального процесу
Факторна модель соціального процесу базується на виділенні факторних змінних — що викликають, зумовлюють, змінюють або тягнуть за собою соціальний процес. Будь-який соціальний процес детермінується не однією, а кількома факторними змінними, які в сукупності іменуються факторною моделлю соціального процесу. Роль окремих змінних у детермінації соціального процесу неоднакова: одні викликають його, інші зумовлюють, треті впливають на тривалість, темп.
Можна дати таку їхню класифікацію:
1. Факторні змінні, що викликають соціальний процес і визначають самий його зміст, це джерела соціального процесу. В основі будь-якого процесу лежать ті або інші джерела, що породжують його.
2. Фактори змінні, які самі по собі не викликають соціального процесу, але без яких він не може існувати, назвемо умовами.
3. Факторні змінні, що впливають на соціальний процес, змінюючи його окремі характеристики (форму, тривалість, інтенсивність і т. ін.), називатимемо факторами соціального процесу. Вони не викликають соціального процесу (на відміну від його джерел) і не забезпечують його існування (на відміну від його умов), але все ж таки справляють вплив, до того ж іноді настільки сильний, що процес навіть припиняється або, навпаки, здійснюється у шаленому темпі.

Взяті разом, джерела, умови і фактори утворюють причини соціального процесу. Джерела виражають необхідність, а умови — можливість виникнення або здійснення соціального процесу.

### Типологічна модель соціального процесу
Типологічна модель соціального процесу розкривається у наукових концепціях.
Леопольд фон Візе, який зробив свого часу спробу дати повну класифікацію всіх процесів, можливих у стосунках між людьми. На його думку, всі процеси, які змінюють суспільство, можна звести до двох великих груп: процеси взаємного зближення людей, або процеси, які об'єднують людей, і процеси віддалення, або процеси, які розділяють людей. Перші він назвав асоціативними і вирізнив серед них чотири основні: зближення, пристосування, зрівнювання, об'єднання. Процеси роз'єднання постають у трьох основних видах: суперництво, опозиція, конфлікт.
Ян Щепанський, польський соціолог, запропонував свою типологію соціальних процесів. «Може виникнути, — пише він, — серія явищ співпраці для спільного здобування необхідних благ або цінностей. Може виникнути процес суперництва, конкуренції, побудований на тому, щоб випередити аналогічні прагнення інших індивідів і груп і раніше від них прийти до мети. Якщо під час суперництва з'явиться прагнення ліквідувати конкурента або якусь його систему предметів або цінностей, то суперництво перетвориться в конфлікт, який також має різні види при різному ступені інтенсивності. Це процеси, які виникають під час взаємодії між людьми. Далі вирізнимо процеси, які змінюють місце індивідів або груп як у просторі, так і в соціальних структурах. Ми називаємо їх процесами мобільності. Вирізнимо також процеси, які змінюють соціальну організацію спільності, і розділимо їх на процеси реорганізації і дезорганізації. Є також процеси змін, що відбуваються в системах культури, які накладають глибокий відбиток на взаємини між людьми, на організацію і структуру спільноти, наприклад, процеси, що змінюють систему ідеології, релігії, науки, техніки».

### Технологічна модель соціального процесу
Технологічна модель соціального процесу — це погляд з позиції його оптимізації, визначення і віднайдення адекватних шляхів, способів і методів. Для вирішення цього завдання важливими є такі категоріальні характеристики, як результат, наслідки, некеровані змінні, керовані змінні, ступінь керованості соціального процесу, обмеженість, ефективність.
Технологічна аналітична модель соціального процесу доречно відтворює причинно-наслідкові зв'язки між процесами, тому і дозволяє виявити основні залежності чи закономірності.

## Соціологічне вивчення соціальних процесів
Протікання соціальних процесів — це вся певним чином упорядкована сукупність соціальних дій, взаємодій у суспільстві, за допомогою яких суспільство організується на всіх етапах свого життя і підтримує ефективність своїх функцій. Існує безліч варіантів класифікації соціальних процесів, які аналізують та систематизують їх за різними критеріями, у різних категоріях. Актуальним наразі є розглядання соціальних процесів згідно з аналітичними моделями: структурною, динамічною, факторною, технологічною, типологічною, бо у кожній з цих моделей акцентується увага на лише деяких особливостях, а комплексний розгляд допомагає створити доречну і адекватну картину світу.
Залучення індивідів до соціальних процесів — невід'ємна частина їхнього існування у соціумі, взаємодії та функціонування соціуму як такого.
Соціальні процеси набувають найрізноманітніших видів та форм, що можна пояснити зокрема динамічністю та розгалуженістю структури суспільного життя. Критеріями класифікації соціальних процесів у концепціях різних дослідників обираються границі дії процесу, система, в якій він протікає, форма, за загальне спрямування, тривалість, сфера поширення соціального процесу. Параметрами групування також можуть виступати: групи чинників, що зумовлюють соціальний процес, міра усвідомлення населенням кінцевих результатів процесу, можливість обернення, загальна спрямованість.
До дослідження соціальних процесів, спочатку в контексті соціальних явищ, а пізніше в межах дослідження теорії соціальної мобільності, теорії конфлікту, теорії соціальних змін та інших соціологічних напрямів долучилися такі видатні науковці, як Роберт Мертон, Пол Лазарсфельд, Питирим Олександрович Сорокін, Пйотр Штомпка, Арнольд Грін, Ян Щепанський, Пітер Бергер та багато інших.

## Список джерел
1. Філософія: Курс лекцій: Навчальний посібник для студентів вищих закладів освіти III—IV рівнів акредитації. — 3-тє видання, перероб. і доповн. — Львів: 'Магнолія плюс'; видавець СПД ФО В. М. Піча, 2005. — 506 с. — сторінки 456—457
2. Дворецька Г. В. Соціологія Навчальний посібник / К.: КНЕУ, 2002.- 472 c.
3. Городяненко В. Г. Соціологія Підручник Київ Вид. центр «Академія» 2003
4. The Free Dictionary //[електронне джерело] /
5. Вербець В. В. — Соціологія //[електронне джерело] / Режим доступу: [недоступне посилання з липня 2019]
6. Сорокин, П. Человек. Цивилизация. Общество / П. Сорокин. — М.: Политиздат, 1992.
7. Green, Arnold W. Sociology an Analysis of life in Modern Society. : Mc Graw Hill book Company, 1964
8. Гуляева Наталья Павловна: Социальный процесс как объект управления. // Журнал «Самиздат».
9. Штомпка Пётр. Социология социальных изменений / Пер, с англ, под ред. В. А. Ядова. — М.: Аспект Пресс — 1996 г.
10. Г. И. Козырев. Социальные процессы и изменения
11. Социологический словарь // Режим доступу:
12. Бергер П. Л. Приглашение в социологию: Гуманистическая перспектива — М., 1996.
13. «Соціальні технології» (курс лекцій) // [електронне джерело] / Режим доступу: